# Beskin
Beskin je priimek več oseb:
- Izrail Solomonovič Beskin, sovjetski general
- Beth Beskin, ameriška političarka